# Maxence D'Almeida
 (juin 2021).
La mise en forme du texte ne suit pas les recommandations de Wikipédia : il faut le « wikifier ».
Les points d'amélioration suivants sont les cas les plus fréquents. Le détail des points à revoir est peut-être précisé sur la page de discussion.
- Les titres sont pré-formatés par le logiciel. Ils ne sont ni en capitales, ni en gras.
- Le texte ne doit pas être écrit en capitales (les noms de famille non plus), ni en gras, ni en italique, ni en « petit »…
- Le gras n'est utilisé que pour surligner le titre de l'article dans l'introduction, une seule fois.
- L'italique est rarement utilisé : mots en langue étrangère, titres d'œuvres, noms de bateaux, etc.
- Les citations ne sont pas en italique mais en corps de texte normal. Elles sont entourées par des guillemets français : « et ».
- Les listes à puces sont à éviter, des paragraphes rédigés étant largement préférés. Les tableaux sont à réserver à la présentation de données structurées (résultats, etc.).
- Les appels de note de bas de page (petits chiffres en exposant, introduits par l'outil «  Source ») sont à placer entre la fin de phrase et le point final[comme ça].
- Les liens internes (vers d'autres articles de Wikipédia) sont à choisir avec parcimonie. Créez des liens vers des articles approfondissant le sujet. Les termes génériques sans rapport avec le sujet sont à éviter, ainsi que les répétitions de liens vers un même terme.
- Les liens externes sont à placer uniquement dans une section « Liens externes », à la fin de l'article. Ces liens sont à choisir avec parcimonie suivant les règles définies. Si un lien sert de source à l'article, son insertion dans le texte est à faire par les notes de bas de page.
- La présentation des références doit suivre les conventions bibliographiques. Il est recommandé d'utiliser les modèles {{Ouvrage}}, {{Chapitre}}, {{Article}}, {{Lien web}} et/ou {{Bibliographie}}. Le mode d'édition visuel peut mettre en forme automatiquement les références.
- Insérer une infobox (cadre d'informations à droite) n'est pas obligatoire pour parachever la mise en page.

Pour une aide détaillée, merci de consulter Aide:Wikification.
Si vous pensez que ces points ont été résolus, vous pouvez retirer ce bandeau et améliorer la mise en forme d'un autre article.
 (mai 2025).
Maxence D'Almeida est un acteur, auteur et metteur en scène français né le 11 août 1986 à Lens.

## Biographie
Maxence D'Almeida commence sa formation théâtrale à l'âge de 13 ans au conservatoire d'art dramatique de Lens avant de suivre le cursus de formation de l'acteur au Cours Florent à 20 ans. Il y suit notamment l’enseignement d' Isabelle Gardien, sociétaire de la Comédie-Française et d'Estelle Bonnier-Bel Hadj. Au cours de sa formation, il est choisi pour interpréter le Perruquier dans Champignol malgré lui de Feydeau au Théâtre Marigny sur les Champs-Élysées à Paris puis part le mois d'après en Égypte pour jouer L'Étrange odyssée d'un cafard d'Hazem El Awadly à la Bibliotheca Alexandrina lors du mois de la Francophonie. De retour en France, son diplôme du cours Florent en poche, il tourne pour le cinéma devant la caméra de Cédric Anger et celle de Jacques Maillot, Thierry Binisti, Laurent Levy pour la télévision.
En 2011, il double Vincent Lacoste dans la comédie Au bistro du coin pour la version ch'ti du film. En 2014, il prend les traits du disciple de Léonard de Vinci au côté de Jean-Luc Bideau, Dominique Thomas, Arnaud Cosson et Willy Rovelli pour la série De Vinci... et moi ! En 2017, il revient sur le grand écran en jouant l'avocat Maurice Ammar dans le film Je ne rêve que de vous de Laurent Heynemann.
Acteur mais également danseur, il participe en 2018 à l'épisode comédie musicale de la série Les Petits Meurtres d'Agatha Christie. En 2019, on l'aperçoit en vendeur d'objets canins dans le prime spécial ch'ti de Scènes de ménages puis l'année suivante, il fait le cadavre dans la série Les Invisibles de Chris Briant et prend les armes pour la série Netflix Braqueurs où il campe le sbire Max.
Cette année, vous le retrouvez dans le personnage de Xavier, le collègue efféminé de Ramzy Bedia dans la série comique Or de lui ou encore Étienne, le serveur du café Bowman pour la saison 2 de la série Jeux d'influence.
Parallèlement, Maxence D'Almeida est le directeur artistique de la compagnie Les Mondes Merveilleux de Maxence où il crée depuis 2016 des spectacles jeune public comme Ferguson Fox : Terrier en danger !, Léon des délices ou encore Mauvais choix Shelby !.

## Filmographie

### Cinéma

#### Longs métrages
- 2010 : L'Avocat de Cédric Anger : le déménageur
- 2017 : Je ne rêve que de vous de Laurent Heynemann : Maurice Ammar, l'avocat
- 2023 : Astérix et Obélix : L'Empire du Milieu de Guillaume Canet : Doublure image de Remix (Matthieu Chedid)

#### Courts métrages
- 2010 : Diabolo de Lucie Cauet : Max, bisexuel manipulateur
- 2011 : Greffe Anatomy d'Alexandre Gouveia : Vincent, un jeune homme en fin de vie

### Télévision

#### Séries télévisées
- 2010 : Commissaire Magellan de Laurent Levy : le médecin urgentiste
- 2010 : Tango : Bad dog de Philippe Venault : Laurent, le gendarme
- 2012 : Témoin muet de Marc Angelo : Hubert Dambreuse, le fantôme
- 2014 : De Vinci... et Moi ! de Cédric Salmon : Andréa, le disciple de Léonard De Vinci
- 2017 : Baron noir (Diprotodon) de Thomas Bourguignon : le journaliste
- 2018 : Mélodie mortelle de Christophe Campos : la star délaissée
- 2019 : Un cadavre au petit déjeuner de Nicolas Picard-Dreyfuss : le gendarme danseur
- 2019 : Cyrano de Bergerac de Matthias Castegnaro : lui-même
- 2020 : Les Invisibles de Chris Briant : le cadavre
- 2021 : Braqueurs de Julien Leclercq : Max, le sbire
- 2021 : Or de lui de Baptiste Lorber : Xavier, le collègue de bureau efféminé
- 2021 : La Guerre des trônes, la véritable histoire de l'Europe : Le conseiller du roi Philippe V
- 2022 : Jeux d'influence (saison 2) de Jean-Xavier de Lestrade : Étienne, le serveur du café Bowman

#### Téléfilms
- 2009 : Le Cœur du sujet de Thierry Binisti : Vincent, gendarme stagiaire
- 2009 : Un singe sur le dos de Jacques Maillot : le voyageur hautain
- 2019 : Scènes de ménages (La ch'tite compét) de Karim Adda (Prime-time) : le vendeur d'objets canins

### Publicités
- 2010 : Samsung Electronics Galaxy Tab : le photographe
- 2011 : Décathlon, les innovations : le sportif
- 2019 : Française des jeux : le client du PMU

## Doublage
- 2011 : Au bistro du coin de Charles Nemes : Jules, le chanteur gothique (Vincent Lacoste) (version ch'ti)

## Théâtre
- 2004 : Roméo et Juliette de William Shakespeare, au Colisée de Lens, mise en scène Sylvain Vazey : Roméo Montaigu
- 2005 : La Folle de Chaillot de Jean Giraudoux, au Colisée de Lens, mise en scène Sylvain Vazey : Pierre, le jeune homme sauvé de la noyade
- 2010 : Champignol malgré lui de Georges Feydeau, au théâtre Marigny de Paris, mise en scène Marianne Serra : le Perruquier
- 2011 : L'Étrange odyssée d'un cafard, d'après Le Destin d'un cafard de Tawfiq al-Hakim, à la Bibliotheca Alexandrina, Égypte, adaptation et mise en scène Hazem El Awadly : Adel

### Comme metteur en scène
- 2009 : Berlin, ton danseur est la mort d'Enzo Cormann :
- 2010 : L'Arbre des Tropiques de Yukio Mishima : Isamu, le fils
- 2013 : Embarquement immédiat de et avec Maxence D'Almeida : Danseur
- 2017 : FERGUSON FOX : Terrier en danger ! de et avec Maxence D'Almeida : Ferguson Fox
- 2018 : Oh comme ça sent le sapin ! de et avec Maxence D'Almeida : Frédéric, le mari
- 2019 : Léon des Délices de et avec Maxence D'Almeida : Apprenti cuisinier Bertille (marionnettiste)
- 2020 : Mauvais choix Shelby ! de et avec Maxence D'Almeida : Max Kroustil
- 2021 : Génération Screen'addict de Maxence D'Almeida
- 2022 : Dernière tocade de Maxence D'Almeida